# ماریو اورتیز (بازیکن فوتبال اسپانیایی)
ماریو اورتیز (انگلیسی: Mario Ortiz؛ زادهٔ ۲۴ مارس ۱۹۸۹) بازیکن فوتبال اهل اسپانیا است.
از باشگاه‌هایی که در آن بازی کرده‌است می‌توان به باشگاه فوتبال اسپانیول، باشگاه فوتبال راسینگ سانتاندر، و باشگاه فوتبال آلباسته بالومپیه اشاره کرد.